# Our Choice
Our Choice è un singolo del cantante islandese Ari Ólafsson, pubblicato il 20 gennaio 2018 su etichetta discografica Ríkisútvarpið.
Scritto da Þórunn Erna Clausen, il brano è stato selezionato per il Söngvakeppnin 2018, processo di selezione nazionale per l'Eurovision Song Contest. Dopo aver superato le semifinali, ove ha presentato la versione islandese del brano Heim, ha avuto accesso alla finale dove è stato proclamato vincitore del programma arrivando primo nel televoto. Questo gli concede il diritto di rappresentare l'Islanda all'Eurovision Song Contest 2018, a Lisbona.
Il brano gareggerà nella prima semifinale dell'8 maggio 2018, competendo con altri 18 artisti per uno dei dieci posti nella finale del 12 maggio.

## Tracce
Download digitale
1. Our Choice – 2:59
2. Our Choice (Karaoke version) – 2:59